# Hey Mama!
Hey Mama! es el EP debut de la subunidad de EXO, EXO-CBX. Fue publicado el 31 de octubre de 2016 por S.M. Entertainment y está distribuido por KT Music. El miniálbum contiene un total de cinco canciones con una variedad de géneros.

## Antecedentes y lanzamiento
El 24 de octubre, S.M. Entertainment anunció que la primera subunidad de EXO sería llamada EXO-CBX la cual consiste de tres miembros: Chen, Baekhyun y Xiumin. El 25 de octubre, S.M. publicó un teaser para el vídeo musical de «Hey Mama!». El 27 de octubre, hubo un estreno mundial de HeyMama! resaltando en Apple Music Beats1Ebro. El vídeo musical de «Hey Mama!» se publicó el 31 de octubre a las 12:00am (KST) La canción «Hey Mama!» se posicionó en el número uno en gráficos de música después de su lanzamiento. Siguiendo por detrás sus otras canciones. El vídeo de música logró dos millones de vistas en YouTube en nueve horas de su liberación.

## Promociones
EXO-CBX llevará a cabo un evento especial el 31 de octubre a las 8:00pm (KST)  en el lado este de Samseong-dong COEX en Seúl. El evento será transmitido mediante el canal de EXO en V app.

## Lista de canciones
| N.º | Título                | Letras                                                    | Música                                                                                            | Duración |  |
| 1.  | «The One»             | JQ, Bae Sung-hyun, Jang Yeo-jin, Seolim (Makeumine Works) | LDN Noise, Adrian Mckinnon, Tay Jasper                                                            | 3:29     |  |
| 2.  | «Hey Mama!»           | Jo Yoon-kyung                                             | Shin Hyuk, Mrey, Jayrah Gibson, Davey Nate, DK                                                    | 3:19     |  |
| 3.  | «Rhythm After Summer» | Kenzie                                                    | Kenzie, Joseph `Joe Millionaire` Foster, Kameron `Grae` Alexander, MZMC, Otha `Vakseen` Davis III | 3:29     |  |
| 4.  | «Juliet»              | Jam Factory                                               | Justin Reinstein, Lee Joohyoung                                                                   | 3:31     |  |
| 5.  | «Cherish»             | 100%Seo-jung                                              | David Anthony Eames                                                                               | 3:19     |  |

## Historial de lanzamiento
| Región        | Fecha                 | Formato              | Discográfica       | Productor               |
| ------------- | --------------------- | -------------------- | ------------------ | ----------------------- |
| Corea del Sur | 31 de octubre de 2016 | CD, descarga digital | S.M. Entertainment | Lee Soo Man (ejecutivo) |
| Todo el mundo | 31 de octubre de 2016 | Descarga digital     | S.M. Entertainment | Lee Soo Man (ejecutivo) |